# Кон-Тики (альбом)
«Кон-Тики» — студийный альбом Ольги Арефьевой и группы «Ковчег», изданный в 2004 году.

## Список композиций
Все песни, кроме отмеченных, написаны Ольгой Арефьевой.
| №                   | Название                                                       | Длительность |
| ------------------- | -------------------------------------------------------------- | ------------ |
| 1.                  | «Кон-Тики»                                                     | 4:46         |
| 2.                  | «Каждый шаг через больно»                                      | 3:39         |
| 3.                  | «Курок»                                                        | 4:16         |
| 4.                  | «Скоро зима»                                                   | 5:44         |
| 5.                  | «Танец с полотенцем»                                           | 3:36         |
| 6.                  | «Осень» (стихи — Хосе Гонсалес Корвальо)                       | 5:38         |
| 7.                  | «Первый» (музыка — Пётр Акимов)                                | 6:34         |
| 8.                  | «Контролёры»                                                   | 5:17         |
| 9.                  | «Бом, колокол» (последний куплет — цитата из песни Умки)       | 5:32         |
| 10.                 | «Панихида по апрелю»                                           | 4:54         |
| 11.                 | «Флейта»                                                       | 5:11         |
| 12.                 | «Моление»                                                      | 5:10         |
| 13.                 | «Мерседес-бенц» (автор — Джанис Джоплин, пер. Ольги Арефьевой) | 3:17         |
| 14.                 | «немного тишины»                                               | 0:33         |
| Общая длительность: | Общая длительность:                                            | 1:03:58      |

| №                   | Название                                        |                                      | Длительность |
| ------------------- | ----------------------------------------------- | ------------------------------------ | ------------ |
| 15.                 | «Офелия» (автор — Егор Летов)                   | трибьют группы «Гражданская Оборона» | 3:15         |
| 16.                 | «Контрданс» (автор — Борис Гребенщиков)         | трибьют группы «Аквариум»            | 3:16         |
| 17.                 | «Течёт большая река» (автор — Эдмунд Шклярский) | трибьют группы «Пикник»              | 2:44         |
| Общая длительность: | Общая длительность:                             | Общая длительность:                  | 9:15         |

## Участники записи
- Ольга Арефьева — вокал
- Сергей Суворов — бас-гитара
- Пётр Акимов — клавиши, виолончель (16)
- Сергей Ватаву — гитара
- Сергей Жариков — ударные, перкуссия
- Всеволод Королюк — бэк-вокал (2, 9, 10, 12, 17)
- Михаил Худорожков — варган (3), вокал (3)
- Сергей Перминов — рояль (16)
- Хор[1] (1, 5, 6, 11)